# Lepidozona beui
Lepidozona beui är en blötdjursart som beskrevs av O'Neill 1987. Lepidozona beui ingår i släktet Lepidozona och familjen Ischnochitonidae. Inga underarter finns listade i Catalogue of Life.